# Odsherreds Jernbane
Odsherreds Jernbane A/S (OHJ) var et privat jernbaneselskab, der frem til 2003 drev  Odsherredsbanen – i spøg kaldet Ohioekspressen – mellem Holbæk og Nykøbing Sjælland, indviet i 1899.
Jernbanen blev etableret for at styrke udviklingen i Odsherred efter inddæmningen af Lammefjorden og strækker sig fra Holbæk i syd til Nykøbing Sjælland i nord. I den oprindelige jernbanestrækning planlagdes det således, at der i hver af de sognekommuner, der tog del i finansieringen, var en station eller trinbræt.
I 2003 blev Odsherreds Jernbane fusioneret med den tidligere Høng-Tølløse Jernbane til Vestsjællands Lokalbaner med hovedsæde i Holbæk. I denne sammenhæng kaldtes Odsherredsbanen "Den nordlige jernbanestrækning", modsvarende Tølløsebanens benævnelse "Den sydlige jernbanestrækning".
Vestsjællands Lokalbaner, Østbanen og Lollandsbanen blev pr. 1. januar 2009 fusioneret til selskabet Regionstog A/S, der fortsatte med at have hovedsæde i Holbæk frem til 2013. 1. juli 2015 indgik baner og selskab i Lokaltog.